# Estación Parque Berrío (Metro de Medellín)

La Estación Parque Berrío es la décima estación del Metro de Medellín y la décima de la Línea A de norte a sur. Gracias a su ubicación, es la estación sencilla con el mayor volumen de usuarios de todo el sistema.

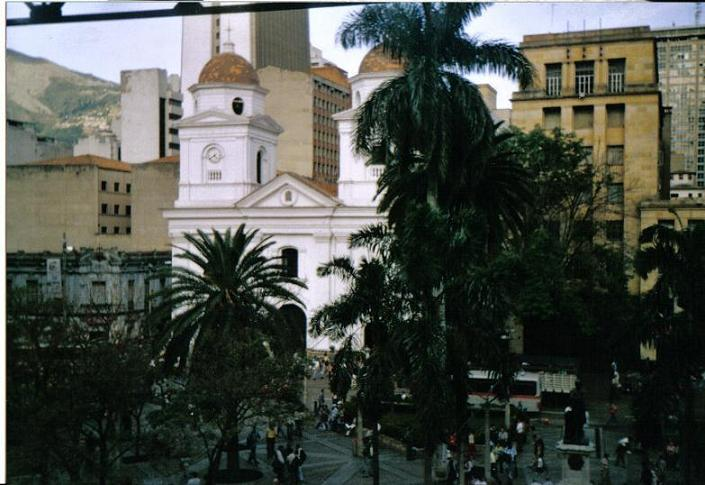
El Templo Basílica de Nuestra Señora de la Candelaria desde la estación.

La estación hace honor al Parque Berrío en la cual se encuentra. En ese parque inició el crecimiento de la ciudad, aunque su trazado ha cambiado con las décadas. Asimismo, la estación comunica con la sede de la Corporación Universitaria Remington, la Iglesia de la Veracruz y la Basílica Menor de Nuestra Señora de la Candelaria.
La estación, localizada por encima del cruce entre Colombia y Bolívar está de frente por el lado de la Plazuela Nutibara al Palacio de la Cultura, al Museo de Antioquia y al Hotel Nutibara. Contiguo a dicho hotel se pueden encontrar rutas que llevan al Aeropuerto Internacional José María Córdova. En la misma área se encuentra el Parque Botero, un museo al aire libre con esculturas de Fernando Botero.

## Diagrama de la estación
| NIVEL 2 |                                                       |           |                  |
|         | Plataforma lateral, las puertas se abren a la derecha |           |                  |
| Norte   | ← hacia Estación Prado (Estación Niquía)              | Sur       |                  |
| Norte   | → hacia Estación San Antonio (Estación La Estrella)   | Sur       |                  |
|         | Plataforma lateral, las puertas se abren a la derecha |           |                  |
|         |                                                       |           |                  |
|         | Salida / Entrada                                      | Entrepiso | Salida / Entrada |
| SUELO   |                                                       |           |                  |
|         |                                                       |           |                  |

## Horario
| Horarios de estación                  | Lunes a viernes | Sábado | Domingo y festivos |
| ------------------------------------- | --------------- | ------ | ------------------ |
| Primer tren con dirección Niquía      | 04:28           | 04:28  | 04:59              |
| Primer tren con dirección La Estrella | 04:27           | 04:27  | 04:58              |
| Último tren con dirección Niquía      | 23:04           | 23:04  | 22:21              |
| Último tren con dirección La Estrella | 22:59           | 22:59  | 22:18              |

## Rutas integradas
| RUTA   | NOMBRE               | DESTINO |
| ------ | -------------------- | ------- |
| C6-006 | Caicedo - Berrío     |         |
| C6-008 | La Libertad - Berrío |         |

## Zonas de interés
| - Carrera Junín - Casa Barrientos - Corporación Universitaria Remington - Edificio Coltejer - Galería de Arte Colombo Americano - Basílica de Nuestra Señora de la Candelaria | - Museo de Antioquia - Palacio de la Cultura Rafael Uribe Uribe - Palacio Nacional - Plaza Botero - Repostería El Ástor - Salón Versalles |